# Нехворощанська волость
Нехворощанська волость — історична адміністративно-територіальна одиниця Костянтиноградського повіту Полтавської губернії з центром у містечку Нехвороща.
Станом на 1885 рік складалася з 6 поселень, 5 сільських громад. Населення 8554 особи (4145 чоловічої статі та 4409 — жіночої), 1436 дворових господарств.
|                     | Площа, десятин | У тому числі орної, дес. |
| ------------------- | -------------- | ------------------------ |
| Сільських громад    | 11521          | 10136                    |
| Приватної власності | 653            | 219                      |
| Казенної власності  | 380            | 380                      |
| Іншої власності     | 248            | 158                      |
| Загалом             | 12802          | 10893                    |

- Нехвороща — колишнє державне містечко при річці Оріль за 65 верст від повітового міста, 5300 осіб, 921 дворове господарство, 3 православні церкви, школа, постоялий двір, 6 постоялих будинків, ренськовий погріб, 4 лавки, 3 водяних і 48 вітряних млинів, базари по неділях, 3 ярмарки на рік.
- Нехворощанка — колишній державний хутір при річці Нехворощанка, 1120 осіб, 186 дворових господарств, 35 вітряних млинів.
- Соколова Балка — колишнє державне селище при балці Маячка, 1438 осіб, 238 дворових господарств, 31 вітряний млин.

Старшинами волості були:
- 1900—1903 роках Василь Карлович Кривенко[2],[3];
- 1904—1906 роках Павло Жерняк[4],[5];
- 1907 року П. І. Скидан[6];
- 1913 року Федір Семенович Балабас[7];